# 荒波力
荒波 力（あらなみ ちから、1951年-　）は、近代文学・美術研究者、伝記作家。
静岡県生まれ。静岡工業高校（現・静岡県立科学技術高等学校）土木科卒。ハンセン病の文学者の伝記などを執筆。

## 著書
- 『火だるま槐多』春秋社 1996
- 『青嵐の関根正二』春秋社 1997
- 『よみがえる"万葉歌人"明石海人』新潮社 2000
- 『啄木 よみがえる20世紀を代表する歌人の生涯 啄木生誕120年記念出版』南アルプス書房 2006
- 『知の巨人 評伝・生田長江』白水社、2013
- 『幾世の底から 評伝・明石海人』白水社、2016年